# Stiepan Mikojan
Stiepan Anastasowicz Mikojan (ros. Степан Анастасович Микоян, orm. Ստեփան Միկոյան, ur. 12 lipca 1922 w Tyflisie, zm. 24 marca 2017 w Moskwie) – radziecki lotnik wojskowy narodowości ormiańskiej, generał porucznik lotnictwa, Bohater Związku Radzieckiego (1975).

## Życiorys
Był synem Anastasa Mikojana. Dzieciństwo spędził w Rostowie nad Donem, od 1926 mieszkał w Moskwie, gdzie od września 1937 do lipca 1939 uczył się w szkole artylerii. Do 1940 skończył 10 klas moskiewskiej szkoły. Od sierpnia 1940 służył w armii, w sierpniu 1941 ukończył Kaczyńską Wojskową Wyższą Szkołę Lotniczą Pilotów ewakuowaną do miasta Krasnyj Kut i we wrześniu 1941 został pilotem 16 pułku lotnictwa myśliwskiego w Lubiercach, jednak już w październiku 1941 przeniesiony do 8 zapasowego pułku lotniczego (lotnisko Bagaj-Baranowka w obwodzie saratowskim). Od grudnia 1941 uczestniczył w wojnie z Niemcami jako lotnik 11 pułku lotnictwa myśliwskiego moskiewskiego rejonu obrony przeciwlotniczej, brał udział w bitwie pod Moskwą. 16 stycznia 1942 podczas walk powietrznych został omyłkowo zestrzelony przez dowódcę klucza 562 pułku lotnictwa myśliwskiego Michaiła Rodionowa i był zmuszony lądować płonącym samolotem, odnosząc poważne obrażenia. Do lata 1942 przebywał na leczeniu. Od sierpnia do października 1942 był lotnikiem 434 pułku lotnictwa myśliwskiego, walczył na Froncie Dońskim, brał udział w bitwie pod Stalingradem.
Od października 1942 do stycznia 1943 był lotnikiem inspektorem przysposobienia bojowego Inspekcji Sił Powietrznych Armii Czerwonej, a od lutego do czerwca 1943 lotnikiem 32 gwardyjskiego pułku lotnictwa myśliwskiego. Walczył na Froncie Północno-Zachodnim, brał udział w operacji diemiańskiej i starorusskiej. W czerwcu 1943 został starszym lotnikiem i dowódcą klucza 12 gwardyjskiego pułku lotnictwa myśliwskiego obrony przeciwlotniczej, walczył kolejno w składzie Moskiewskiego (od czerwca do lipca 1943), Zachodniego (od lipca 1943 do marca 1944) i Północnego (od marca do sierpnia 1944) Frontu Obrony Przeciwlotniczej. Pilotując różne modele myśliwców Jakowlewa wykonał podczas wojny 41 lotów bojowych i brał udział w dwóch walkach powietrznych. Do czerwca 1945 był dowódcą klucza 12 gwardyjskiego pułku lotnictwa myśliwskiego obrony przeciwlotniczej, w czerwcu 1951 ukończył Wojskowo-Powietrzną Akademię Inżynieryjną im. Żukowskiego, później pracował w Państwowym Naukowo-Badawczym Instytucie Sił Powietrznych, którego od listopada 1964 do marca 1978 był zastępcą naczelnika. Przetestował wiele modeli samolotów, m.in. MiG-ów i Su. W marcu 1978 został zastępcą głównego konstruktora Zjednoczenia Naukowo-Produkcyjnego "Mołnija", brał udział m.in. w testowaniu techniki kosmicznej. W maju 1992 zakończył służbę. Od 1990 do 1994 zajmował stanowisko przewodniczącego Federacji Sportu Lotniczego ZSRR/Federacji Rosyjskiej. Posiadał tytuł Zasłużonego Pilota Doświadczalnego ZSRR (od 10 grudnia 1963). Od 1978 był kandydatem nauk technicznych. W 2010 otrzymał honorowe obywatelstwo Achtubinska.

## Awanse
- porucznik (26 sierpnia 1941)
- starszy porucznik (27 maja 1942)
- kapitan (20 października 1942)
- major (5 listopada 1946)
- podpułkownik (4 listopada 1950)
- pułkownik (17 maja 1956)
- generał major lotnictwa (9 maja 1961)
- generał porucznik lotnictwa (7 maja 1980)

## Odznaczenia
- Złota Gwiazda Bohatera Związku Radzieckiego (3 kwietnia 1975)
- Order Lenina (3 kwietnia 1975)
- Order Czerwonego Sztandaru (23 listopada 1942)
- Order Wojny Ojczyźnianej I klasy (11 marca 1985)
- Order Czerwonej Gwiazdy (czterokrotnie, 22 sierpnia 1944, 30 grudnia 1956, 29 kwietnia 1957 i 24 listopada 1966)
- Medal „Za zasługi bojowe” (15 listopada 1950)

I inne.